# إسحاق سوير
إسحاق سوير (بالإنجليزية: Isaac Soyer)‏ (و. 1902 – 1981 م) هو رسام، وفنان من الولايات المتحدة الأمريكية. ولد في بوريسوغليبسك.
توفي في مانهاتن.